# Gonanticlea multistriata
Gonanticlea multistriata là một loài bướm đêm trong họ Geometridae.